# Poważny człowiek
Poważny człowiek (ang. A Serious Man) – amerykańsko-brytyjsko-francuska czarna komedia z 2009 roku w reżyserii braci Coen, będąca ich czternastym wspólnym filmem fabularnym. Zdjęcia kręcono w Minnesocie (m.in. w Minneapolis).
Obraz opowiada historię zwykłego człowieka, Amerykanina pochodzenia żydowskiego, który próbuje odnaleźć równowagę i zrozumienie na świecie, luźno oparty na historii biblijnego Hioba. Film spotkał się z bardzo pozytywną oceną krytyków, otrzymał kilkanaście nominacji do najważniejszych nagród sezonu. Film nominowany do Oscara w dwóch kategoriach, m.in. dla najlepszego filmu roku.

## Obsada
- Michael Stuhlbarg jako prof. Lawrence 'Larry' Gopnik
- Richard Kind jako wujek Arthur
- Fred Melamed jako Sy Ableman
- Sari Lennick jako Judith Gopnik
- Aaron Wolff jako Danny Gopnik
- Jessica McManus jako Sarah Gopnik
- Peter Breitmayer jako pan Brandt
- Brent Braunschweig jako Mitch Brandt
- Katherine Borowitz jako Mimi Nudell
- Fyvush Finkel jako Reb Groshkover
- Adam Arkin jako Don Milgram
- Amy Landecker jako pani Samsky

i inni

## Nagrody i nominacje
Oscary 2010
- nominacja: najlepszy film − Joel i Ethan Coenowie
- nominacja: najlepszy scenariusz oryginalny − Joel i Ethan Coenowie

Nagroda BAFTA 2009
- nominacja: najlepszy scenariusz oryginalny − Joel i Ethan Coenowie

Złote Globy 2009
- nominacja: najlepszy aktor w filmie komediowym lub musicalu − Michael Stuhlbarg

Independent Spirit Awards 2009
- najlepsze zdjęcia − Roger Deakins
- nagroda Roberta Altmana
- nominacja: najlepszy reżyser − Joel i Ethan Coenowie

Nagroda Satelita 2009
- najlepszy aktor w filmie komediowym lub musicalu − Michael Stuhlbarg
- nominacja: najlepszy film komediowy lub musical
- nominacja: najlepszy scenariusz oryginalny − Joel i Ethan Coenowie
- nominacja: najlepsze zdjęcia − Roger Deakins